# Canale Otto
Canale Otto è stata un'emittente televisiva locale con sede a Lecce con copertura sull'intero Salento.
Era gestita dall'imprenditore salentino Fabio Cazzato assieme all'emittente radiofonica Rete Otto, appartenente allo stesso gruppo editoriale.

## Storia
Canale Otto nasce nel 1986 su iniziativa dell'imprenditore Antonio Cazzato. Fin dall'inizio fu allestito un palinsesto generalista orientato all'informazione ed intrattenimento, mirando a trattare prevalentemente la realtà locale. Oltre al TG8, nacquero subito rubriche di approfondimento politico e sportivo. Nel corso degli anni, attraverso acquisti ed acquisizioni l'emittente arriva a coprire l'intera regione pugliese. Per scelte editoriali, a partire dal 2000, sono state cedute le frequenze presenti nel nord della regione, focalizzando l'attenzione sulla realtà del Grande Salento, ovvero sulle province di Lecce, Brindisi e Taranto. 
In questa emittente ha lavorato come giornalista Loredana Lecciso, tuttora ricopre ruoli dirigenziali all'interno dell'emittente Raffaella Lecciso, sorella di Loredana.

## Programmazione
La programmazione giornaliera dell'emittente è in trasmissione 24 ore al giorno, di cui circa 4 ore sono interamente autoprodotte. I principali programmi sono:
- TG8, con notiziari ed approfondimenti giornalistici.
- ”Fresco d'Inchiostro”, approfondimento di attualità.
- ”GEA”, approfondimento su tematiche dell'agricoltura.
- ”Pillole di conoscenza”, approfondimento culturale.
- ”Tribuna sport” e ”Tutti in campo”, approfondimento sportivo.
- ”Ti racconto un'azienda” e “Salento da bere”, trasmissioni riguardanti le realtà imprenditoriali salentine ed i prodotti tipici locali.
- ”Buona salute”, approfondimento su salute e medicina.

## TG8
La redazione giornalistica che cura l'informazione televisiva di Canale Otto prende il nome di TG8. Le edizioni del TG8 vanno in onda a partire dalle 6.50 del mattino fino all'1.20 del giorno successivo comprendenti rassegna stampa quotidiana, 3 notiziari e approfondimenti giornalistici. Direttore della testata giornalistica è dal 2007 il giornalista professionista Gaetano Gorgoni. Oltre alle edizioni televisive l'informazione dell'emittente è in costante aggiornamento sul web con "TG8 Action".

## Rete Otto
La "sezione radiofonica" di Canale Otto nasce nell'aprile 2006. La programmazione quotidiana contiene diverse trasmissioni in diretta. La redazione di Rete Otto cura anche su Canale Otto la trasmissione "Reteottotv", magazine musicale e di eventi. Il sito di reteotto è www.rete8.net

## Copertura
Canale Otto ha una diffusione interprovinciale con una copertura pari al 98% della provincia di Lecce, e circa del 90% delle province di Brindisi e Taranto. Sono raggiunti più di 1.000.000 di contatti annuali e circa 100.000 contatti quotidiani (dati elaborati dall'ufficio Telemarketing dell'emittente su fonti Auditel).
Le frequenze di Rete Otto raggiungono, oltre alle province di Lecce, Brindisi e Taranto, anche il Sudbarese e parte della Basilicata.